# 鰐淵寺
鰐淵寺（がくえんじ）は、島根県出雲市別所町にある天台宗の寺院。山号は浮浪山。中国観音霊場第25番札所、出雲観音霊場第3番札所、出雲國神仏霊場第2番札所。開山は智春上人、本尊は千手観世音菩薩と薬師如来の2体。寺の周辺は宍道湖北山県立自然公園西部地区に指定されている。

## 歴史

### 草創と修験行場としての発達
伝承では推古天皇2年（594年）、信濃の智春上人が当地の浮浪の滝に祈って推古天皇の眼疾が平癒したことから、同天皇の勅願寺として建立されたという。寺号の鰐淵寺は、智春上人が浮浪の滝のほとりで修行を行っている際に誤って滝壺に落とした仏器を、鰐がその鰓（えら）に引っ掛けて奉げたとの言い伝えから生じた。ここで言う「鰐」はワニザメを指すと言われる。なお、出雲市東林木町（ひがしはやしぎちょう）の万福寺（大寺薬師）も同様に推古天皇2年、智春の開山を伝えている。以上はあくまでも伝承であり、創建の正確な時期や事情は明らかでない。鰐淵寺の所在する島根県や隣の鳥取県は修験道・蔵王信仰の盛んな土地であり、当寺も浮浪の滝を中心とした修験行場として発展したものと思われる。浮浪の滝は鰐淵寺の入口から渓流を500メートルほどさかのぼった地点にある。水量は少なく、滝壺の奥には蔵王堂が建つ。
後白河法皇の『梁塵秘抄』に収録された今様に「出雲の鰐淵や日の御碕」と歌われており、平安時代末期頃には修験行場としても発展し日本全国に知られるようになったものと思われる。

### 天台宗への帰依
平安時代以降、鰐淵寺は比叡山延暦寺との関係を深め、特に比叡山東塔の無動寺谷と関係が深かった。伝承では円仁（慈覚大師）が出雲地方を訪れた際に、鰐淵寺は天台宗に転じたという。寺に残る経筒には仁平元年から3年（1151 - 1153年）にかけて書写した法華経を「鰐淵山金剛蔵王窟」に安置したとの銘があり、この頃には法華経信仰も行われていたことがわかる。「金剛蔵王窟」とは前述の浮浪の滝の滝壺を指すと思われる。

### 薬師如来と出雲大社
平安時代末期までの鰐淵寺は現在地のやや西寄りの唐川にあった。これに林木（はやしぎ、現出雲市内）の別の寺院（薬師如来を本尊とする）が吸収された。以後、鰐淵寺は千手観音を本尊とする「北院」と薬師如来を本尊とする「南院」に分かれることになる。
鎌倉時代には守護佐々木氏（塩冶氏）の保護を得て栄えた。また、鰐淵寺とは山をへだてて南西側に位置する出雲大社との関係も深まった。稲佐の浜を極楽浄土の入り口とみなす信仰が発生し、これが出雲大社の発展と重なり、古代秩序の崩壊と中世への移行も相まって、神仏習合の形を取った両者の密接な関係が発展し、後に出雲大社の別当寺を務めるまでにその関係は深まった。

### 弁慶に関する伝承
弁慶は仁平元年（1151年）松江に生まれ、18歳から3年間、鰐淵寺にて修行したとされる。その後、姫路の書写山圓教寺、比叡山と移り、更に源義経の家来となり義経に従い国内を転戦したが、壇ノ浦の戦いで平家を滅ぼした後再び鰐淵寺に身を寄せ、この際多くの伝説･遺品を残した。特に、弁慶が大山寺から一夜で釣鐘を運んだとの伝説は広く世に知られ、その際に持ち帰ったとされる寿永2年の銘のある銅鐘は国の重要文化財に指定されている。

### 後醍醐天皇と鰐淵寺
南北朝時代には鰐淵寺の北院と南院は、それぞれが北朝・南朝を支持して対立した。元弘2年、後醍醐天皇が隠岐に流された際、南院の頼源大師が御所に伺候し、宸筆の願文（倒幕の所願を遂げたら薬師堂を造営するというもの）を賜った。この願文は現存し、重要文化財に指定されている。頼源は後醍醐の隠岐脱出を助け、南朝に忠誠を尽くした。
南院・北院が和解したのは貞和3年（1347年）のことで、これを機に寺は唐川から別所に移り、北院の千手観音と南院の薬師如来をともに本尊として安置することになった。

### 毛利氏と鰐淵寺
戦国時代には出雲においても尼子氏と毛利氏の間に激しい戦いが繰り広げられたが、毛利氏による出雲侵攻時には鰐淵寺の和多坊栄芸（わだぼうえげい）が一貫して毛利氏を支持し、毛利氏の勝利後鰐淵寺は毛利氏の保護を受けることとなった。今に残る根本堂は、この毛利氏時代に建立されたものである。

### 勢力の衰退
16世紀後半から17世紀初頭に掛けて、出雲大社では御頭神事が衰え、また祭神が須佐之男命から大国主神に変更されたことから、神仏習合を通じて深い関係を持つ鰐淵寺は出雲大社との関係を見直すこととなりその勢力は衰えを見せた。
鰐淵寺の勢力は戦国期以降退潮となり、現在では、根本堂、蔵王堂が往時の賑わいを偲ばせるのみである。弁慶との繋がりから催されるイベントと境内の紅葉が美しく色付くことから、毎秋一時賑わいを取り戻す。

## 伽藍
- 根本堂
- 蔵王堂 - 浮浪の滝（高さ15メートル）の滝口の岩窟に位置する[1]。
- 松本坊
- 是心院
- 仁王門

## 文化財

### 重要文化財
絵画
- 絹本著色山王本地仏像 - 室町時代初期
- 絹本著色毛利元就像 - 室町時代後期
- 絹本著色一字金輪曼荼羅図 - 鎌倉時代初期

彫刻
- 銅造観世音菩薩立像 2躯 - 飛鳥時代後期（白鳳期）。2躯のうち1躯は台座に壬辰年（692年とされる）に出雲国の若倭部臣徳太理なる人物が造立した旨の銘記があり、この時代の基準作として重要である。鰐淵寺に伝来した経緯は明らかでない。

工芸品
- 銅鐘 - 寿永2年（1183年）銘

古文書
- 紙本墨書後醍醐天皇御願文 1巻 - 元弘2年
- 紙本墨書名和長年執達状（建武3年）・紙本墨書頼源文書（2通）（元弘2年、貞和5年）
- 鰐淵寺文書（494通）10巻、10冊、1幅、472通[4][5]

考古資料
- 石製経筒 仁平三年銘 - 平安時代 附:湖州鏡（仁平二年施入銘）

### 史跡（国指定）
- 鰐淵寺境内

### 島根県指定文化財
絵画
- 絹本著色両界曼荼羅図(2幅) - 鎌倉時代
- 絹本著色天台大師像 - 鎌倉時代
- 絹本著色釈迦三尊十六善神像 - 南北朝時代
- 絹本著色不動明王像 - 鎌倉時代末期から南北朝時代
- 絹本著色文殊菩薩像 - 南北朝時代
- 絹本著色種子両界曼荼羅図(2幅) - 室町時代

彫刻
- 金銅造如来形立像 - 平安時代

書跡
- 後村上天皇宸筆願文 - 正平6年
- 紺紙金泥妙法蓮華経(8巻) - 享徳2年

古文書
- 紙本墨書鰐淵寺文書(10冊) - 建暦3年から明治元年
- 紙本墨書徳川家康起請文 - 天正16年

### 出雲市指定文化財
建造物
- 鰐淵寺根本堂 - 天正5年

彫刻
- 銅造不動明王像 - 平安時代後期

### 盗難被害
2005年9月4日、重要文化財4件を含む6件13点の所蔵品が盗難被害に遭った。被害に遭い、所在が不明となっている指定文化財は以下の通りである。
- 絹本著色山王本地仏像
- 絹本著色一字金輪曼荼羅図
- 紙本墨書後醍醐天皇御願文
- 紙本墨書頼源文書
- 絹本著色釈迦三尊十六善神像
- 紺紙金泥妙法蓮華経　8巻

## 行事
- 1月1日 - 修正会
- 1月11日 - 摩陀羅社大祭
- 2月15日 - 涅槃会
- 4月8日 - 仏生会
- 9月 - 弁慶ウォーク
- 10月 - 弁慶まつり
- 10月下旬～11月 - 紅葉まつり
- 11月23日 - 梵焼会
- 11月24日 - 天台大師会
- 11月27日 - 開山会

## 所在地
- 島根県出雲市別所町

## 交通アクセス
- 一畑電車北松江線雲州平田駅から平田生活バスで30分（運賃は大人200円）、もしくは車で20分
- 出雲空港から車で40分

## 前後の札所
中国三十三観音霊場
24 禅定寺 -- 25 鰐淵寺 -- 26 一畑寺